# جونينيو (لاعب كرة قدم مواليد 1981)
جونينيو هو لاعب كرة قدم برازيلي في مركز الوسط، ولد في 14 مايو 1981 في ريو دي جانيرو في البرازيل. لعب مع نادي فريبورغنزيه الرياضي ونادي فينترتور.